# Tiếng Amami Ōshima
Tiếng Amami (島口, シマユムタ, Shimayumuta), còn gọi là tiếng Amami Ōshima hay tiếng Ōshima là một ngôn ngữ Lưu Cầu nói trên quần đảo Amami phía nam Kyūshū. Phương ngôn Setouchi có lẽ là một ngôn ngữ riêng biệt, gần với tiếng Okinawa hơn với tiếng Anami Bắc.
Do tiếng Amami không được nhìn nhận là ngôn ngữ ở Nhật Bản, nó thường được gọi là phương ngôn Amami (奄美方言 Amami Hōgen).

## Số người nói
Không rõ người nói rành rọt, nhưng người bản ngữ hầu hết đã già-do chính sách ngôn ngữ của Nhật Bản, người trẻ ngày nay gần như chỉ nói tiếng Nhật. Ước tính có 10.000 người nói các phương ngôn Bắc và 2.000 người nói phương ngôn Nam (Setouchi).